# Мигунова, Маргарита Георгиевна
Маргари́та Гео́ргиевна Мигуно́ва (22 февраля 1927, Иркутск, Сибирский край — 1 декабря 2014, Симферополь) — советская и украинская писательница, член Союза писателей СССР (1955—1991) и Украины (1991—2014), член Союза писателей Крыма, Союза русских, украинских и белорусских писателей, литературный редактор. Член КПСС в 1955—1991 годах.

## Биография
Родилась в семье учителя 22 февраля 1927 года в Иркутске. В возрасте десяти лет лишилась отца. В 1941 году с наступлением немецких войск была вынуждена с близкими эвакуироваться в Среднюю Азию, откуда в 1948 году переехала на Крымский полуостров. В конце 40-х годов XX века начинается её творческая деятельность. По призванию и образованию педагог, работает учителем русского языка и литературы. В те же годы знакомится с известными писателями Константином Паустовским, Петром Павленко, другими литераторами, которые предопределили её труд на литературном поприще. Константин Георгиевич Паустовский отзывался о ней так: «Простота говорит человеку сильнее и больше, чем ослепительный блеск». В 1951 году итогом её поездки в степной Крым стал выход в свет повести «Степная глушь», которая была рекомендована Петром Павленко к публикации в альманахе «Крым». В 1960—1980 годы работала литературным редактором в издательстве «Таврида». Известный крымский писатель, руководитель Крымского отделения Союза писателей Анатолий Иванович Домбровский говорил о её творчестве: «Оно отличается акварельностью письма, романтической чистотой и восторженностью юности, взирающей на героическое прошлое своих отцов и сыновей».
В последние годы жизни Маргарита Георгиевна продолжала трудиться над очередным произведением, но тяжёлая болезнь не дала ей возможности завершить его. Умерла 1 декабря 2014 года в Симферополе. Похоронена рядом с родителями на симферопольском кладбище «Абдал».

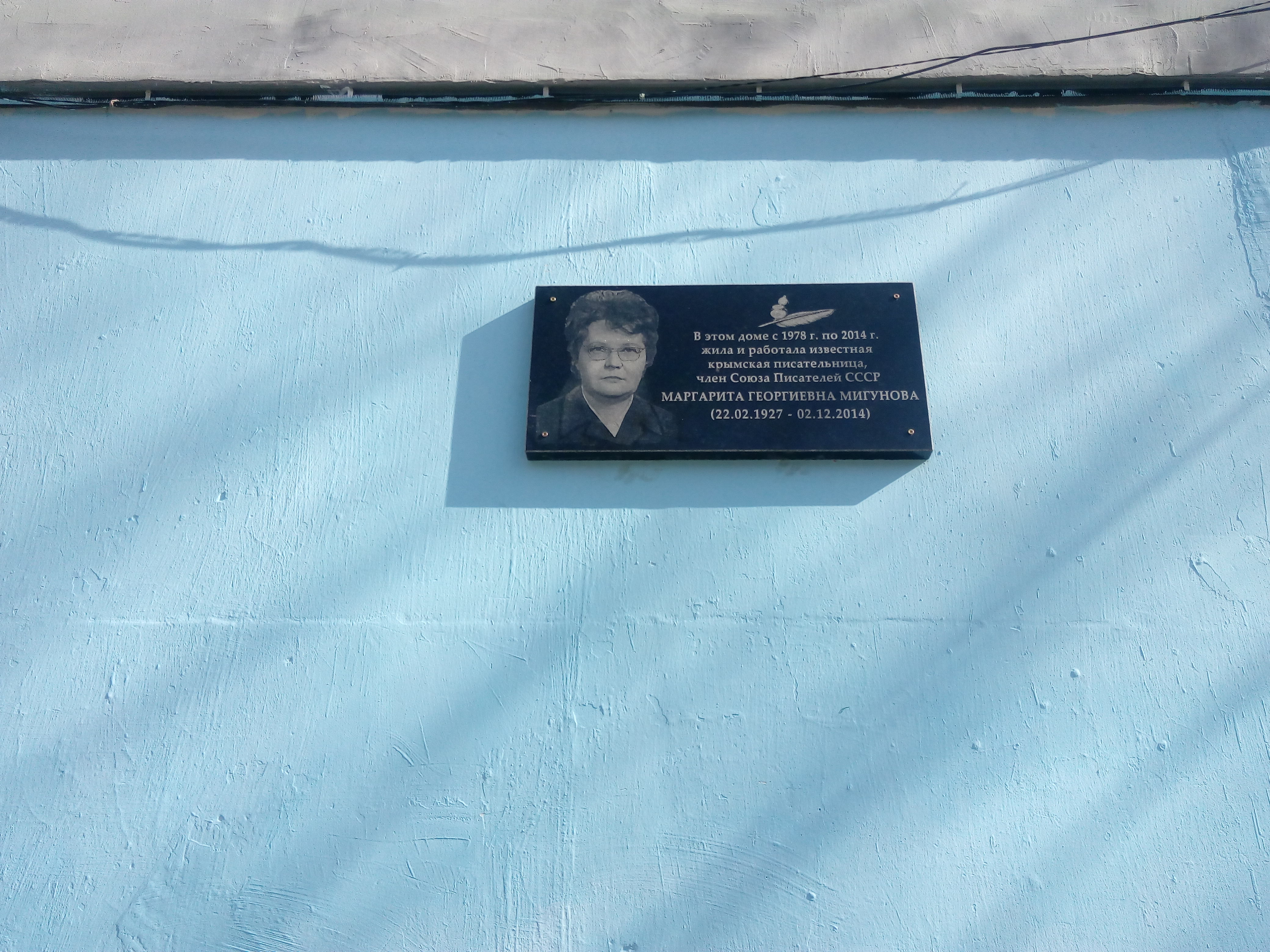
Памятная доска на доме, где проживала Мигунова Маргарита Георгиевна.